# Weißclown

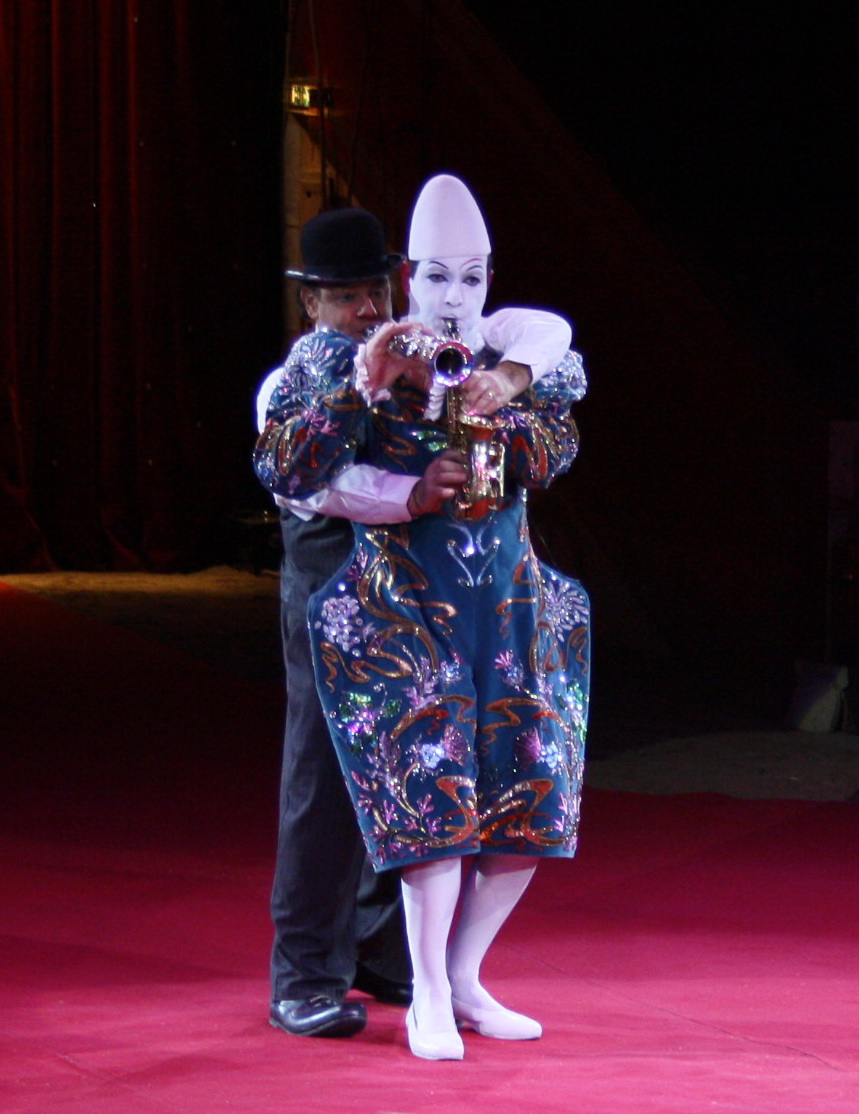
Les Rossyann: Weißclown (vorne) und dummer August

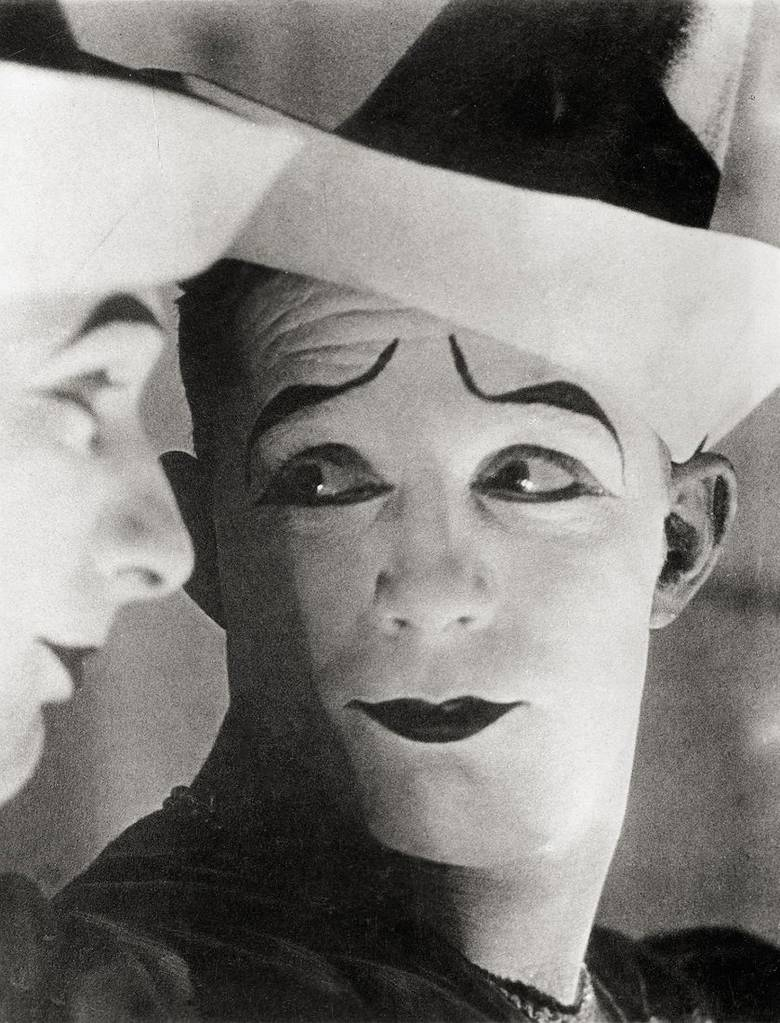
René Rivel, Foto von Sasha Stone, 1931

Ein Weißclown ist der sich als seriös und intelligent darstellende Teil eines Clown-Kollektivs, der sich zudem als deren penetrant autoritärer Chef präsentiert. Weißclowns treten in den meisten Fällen nicht als Solokünstler auf, sondern nahezu immer mit zumindest einem „dummen August“ zusammen. Der Weißclown ist als Nachfolger von Harlekin und Pierrot zu sehen; „Urahne“ ist der Mimus albus antiker Komödien.

## Kennzeichen
Der Weißclown ist meist mit einem elegant und teuer wirkenden Kostüm aus Samt und Seide bekleidet. Die bis zu den Knien reichende Pumphose, weiße Seidenstrümpfe, elegante Schuhe und eine meistens kegelförmige Kopfbedeckung sind typisch. Gesicht und Hals sind weiß, Mund und Ohren hingegen rot geschminkt, eine Augenbraue wird oft mit schwarzer Farbe überbetont. Häufig werden auch Muttermale hervorgehoben. Die Zeichnung im Gesicht eines Weißclowns ist immer individuell und gilt als Erkennungszeichen, genaue Nachahmung ist nicht üblich oder erwünscht.
Seine Partner kommandierend wendet er dem Publikum häufig den Rücken zu und scheint es auch sonst kaum zu beachten. Dadurch wirkt er, wie auch durch gespielte Ernsthaftigkeit, eitel und arrogant, also als Karikatur des Vertreters einer Elite, der stets von seinem Partner, dem dummen August, konterkariert wird. 
Weißclowns spielen üblicherweise mehrere Musikinstrumente.

## Berühmte Weißclowns
- Tom Belling jun.
- Yann Rossi von den Les Rossyann

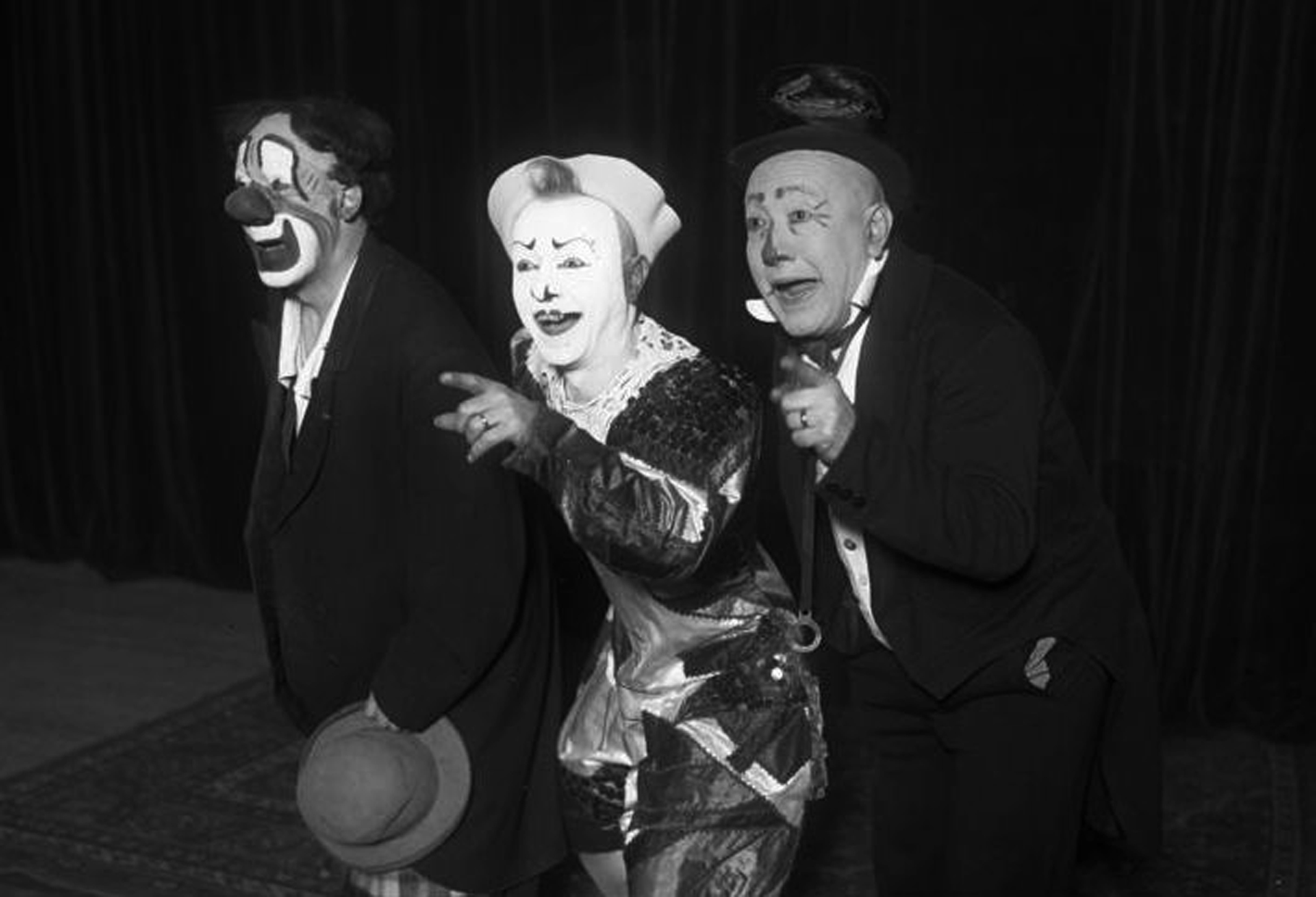
Das Trio Fratellini mit einem Weißclown in der Mitte und zwei dummen Augusts, 1932. Von links: Albert, François, Paul

- Albert Lorch (Clown Alberto) aus der Zirkusfamilie Lorch
- Edmondo (Ferenc Göndör alias Náthán Krausz)
- François Fratellini von Les Fratellini
- Francesco Caroli von Les Francescos
- Bruno Stutz von Die Chicky’s
- René Rivel von Los Rivels (drei Brüder, siehe Charlie Rivel)
- Louis Maïss, mit Grock in Au revoir Monsieur Grock (1950)[1]

## Filmografie
- Mad Circus – Eine Ballade von Liebe und Tod